# Schlesiska örnens orden

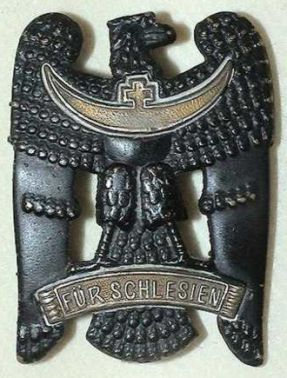
Schlesiska örnens orden av första klassen.

Schlesiska örnens orden (tyska Schlesischer Adler) var en tysk medalj som förlänades åt dem som hade deltagit i kväsandet av de Schlesiska upproren 1919–1921, då polacker och polska schlesier revolterade mot det tyska styret.

### Webbkällor
- ”Silesian Eagle First class” (på engelska). Orders and Medals Society of America. Arkiverad från originalet den 10 juni 2013. https://www.webcitation.org/6HGsyzhU5?url=http://www.omsa.org/photopost/showphoto.php?photo=580. Läst 9 juni 2013.